# Marin (Haute-Savoie)
Pour les articles homonymes, voir Marin.
Marin est une commune française située dans le département de la Haute-Savoie, en région Auvergne-Rhône-Alpes.

## Géographie

### Situation
Marin est une commune située dans le Chablais français.
|                  | Publier         |            |
| Thonon-les-Bains | Marin           | Champanges |
|                  | Armoy, Féternes |            |

### Écarts et lieux-dits
- Chullien ;
- Marinel ;
- Moruel ;
- Rouchaux ;
- Sussinges ;
- Pouget.

## Urbanisme

### Typologie
Au 1er janvier 2024, Marin est catégorisée ceinture urbaine, selon la nouvelle grille communale de densité à sept niveaux définie par l'Insee en 2022.
Elle appartient à l'unité urbaine de Thonon-les-Bains, une agglomération intra-départementale regroupant treize  communes, dont elle est une commune de la banlieue,,. Par ailleurs la commune fait partie de l'aire d'attraction de Thonon-les-Bains, dont elle est une commune de la couronne,. Cette aire, qui regroupe 18 communes, est catégorisée dans les aires de 50 000 à moins de 200 000 habitants,.

### Occupation des sols
L'occupation des sols de la commune, telle qu'elle ressort de la base de données européenne d’occupation biophysique des sols Corine Land Cover (CLC), est marquée par l'importance des territoires agricoles (59,9 % en 2018), en diminution par rapport à 1990 (62,5 %). La répartition détaillée en 2018 est la suivante : 
zones agricoles hétérogènes (59,9 %), zones urbanisées (20,2 %), forêts (17,2 %), zones industrielles ou commerciales et réseaux de communication (2,7 %).
L'IGN met par ailleurs à disposition un outil en ligne permettant de comparer l’évolution dans le temps de l’occupation des sols de la commune (ou de territoires à des échelles différentes). Plusieurs époques sont accessibles sous forme de cartes ou photos aériennes : la carte de Cassini (XVIIIe siècle), la carte d'état-major (1820-1866) et la période actuelle (1950 à aujourd'hui).

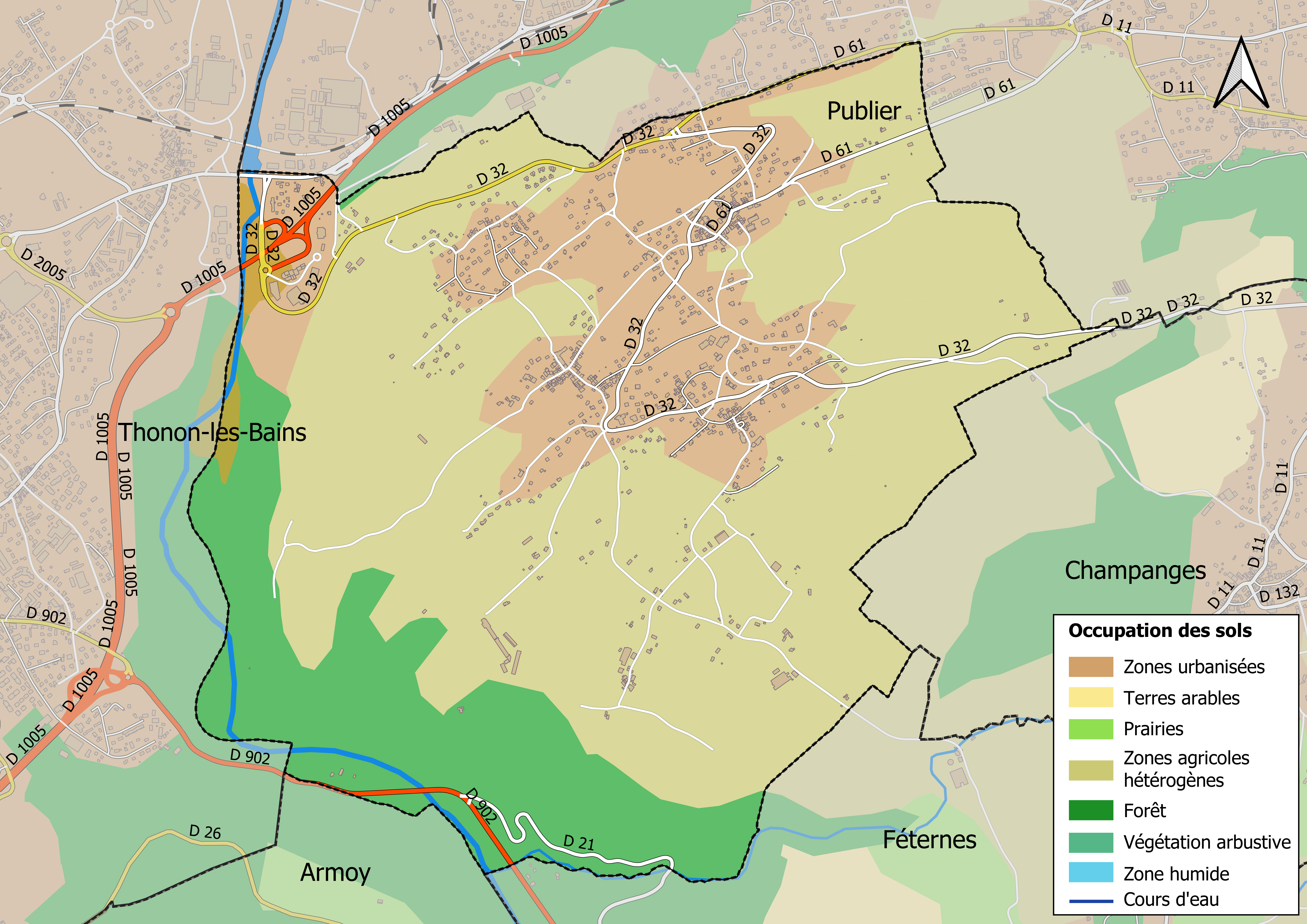
Carte des infrastructures et de l'occupation des sols en 2018 (CLC) de la commune.
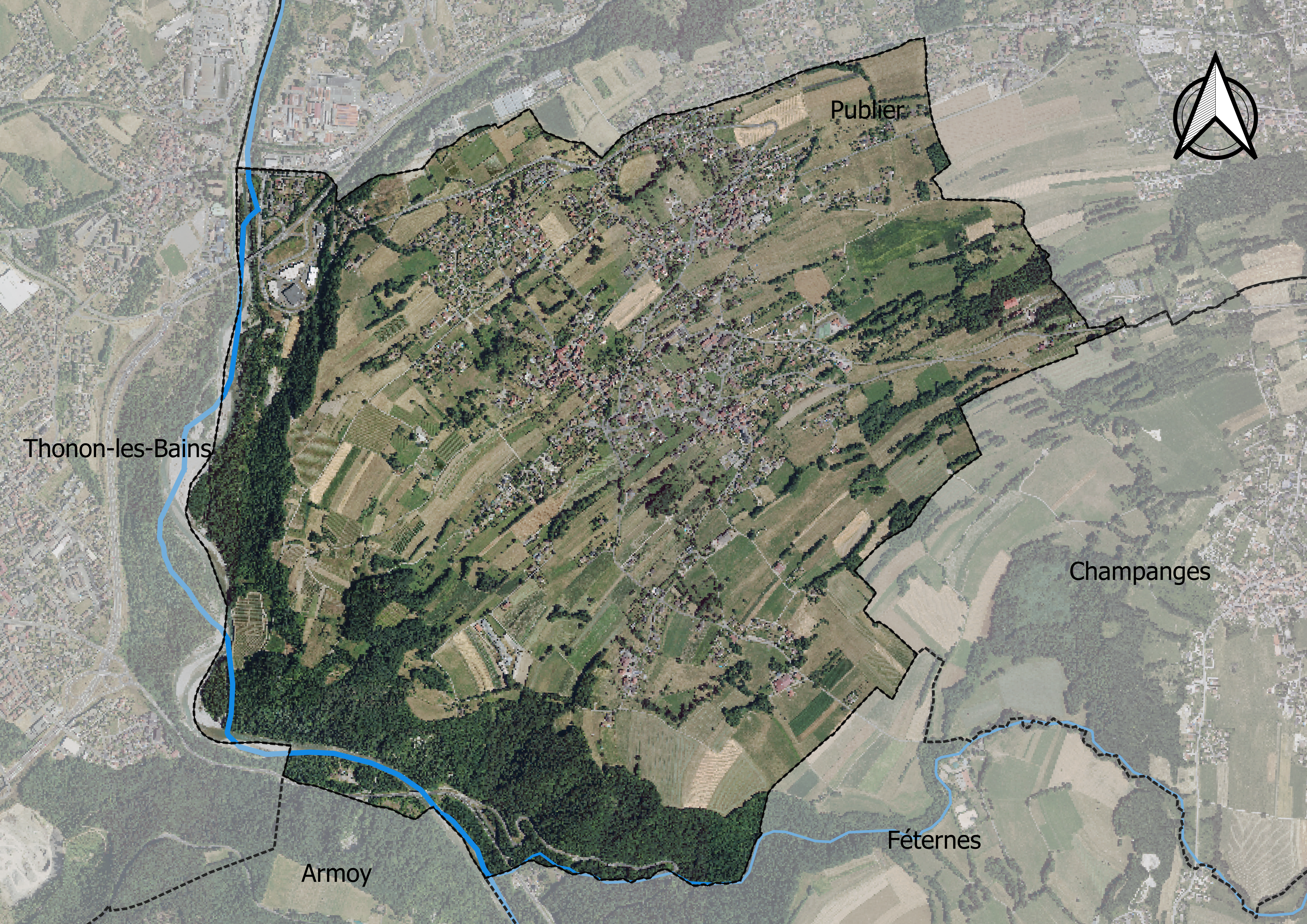
Carte orthophotogrammétrique de la commune.

## Toponymie
Marin, anciennement Marins (en 1039 et vers 1344), est un nom d'origine burgonde dont le primitif serait Maringo, « chez les Maringi », dérivant du nom propre Maro, selon Théophile Perrenot (La Toponymie burgonde, 1942),.
En francoprovençal, le nom de la commune s'écrit Marin dans les formes graphie de Conflans et ORB.
Le nom du hameau de Sussinges, anciennement Sissingo (Xe siècle) et Succinge (XIXe siècle), serait une forme erronée de Sisingo, un nom d'origine burgonde, dérivant d'un primitif *Sisingum, « chez les Sisingi », dérivé du nom propre Siso.

## Politique et administration

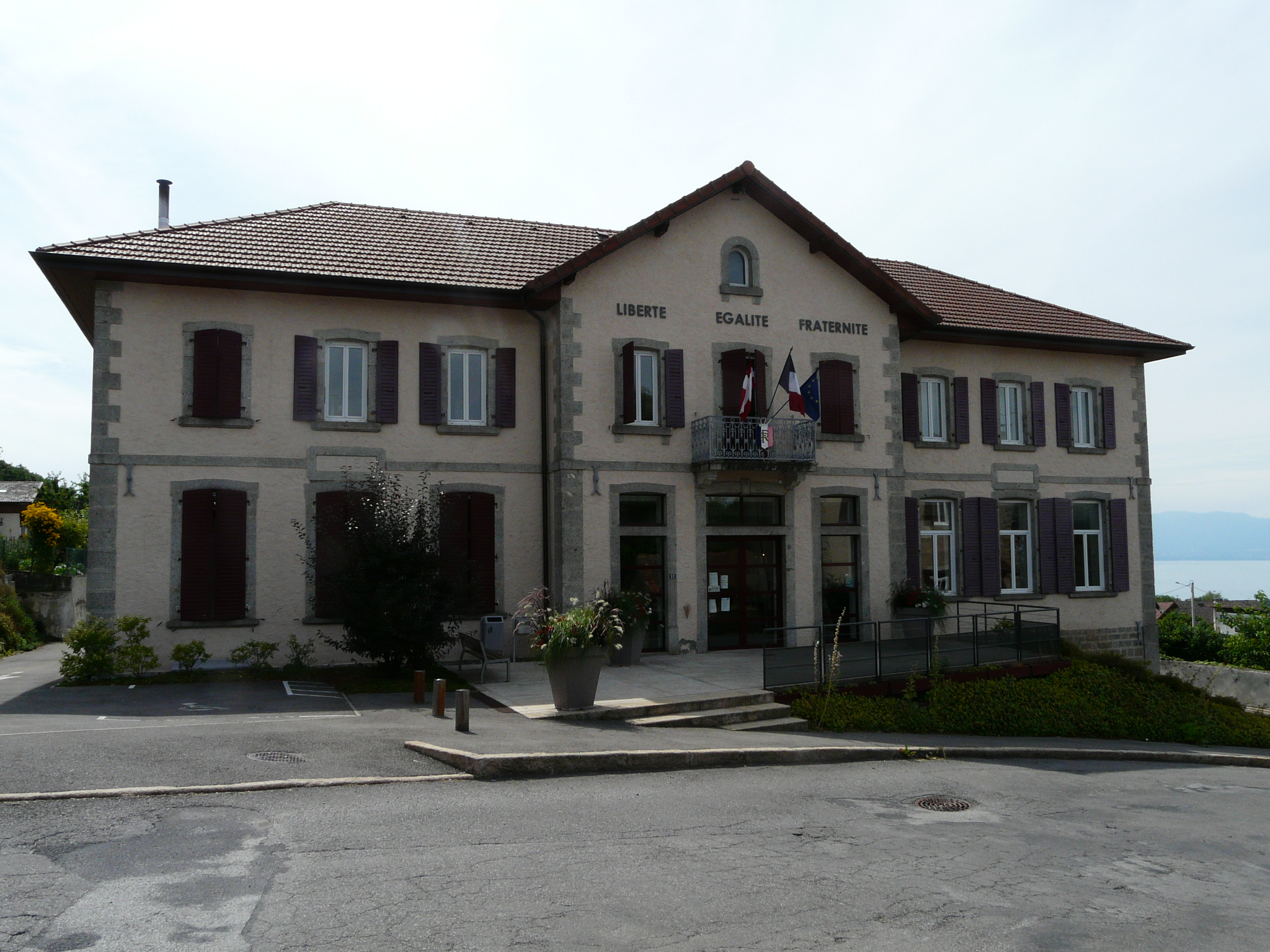
La mairie de Marin.

### Situation administrative
Devenue commune associée à Thonon-les-Bains le 1er janvier 1973 (arrêté préfectoral du 29 décembre 1972), Marin est redevenue une commune de plein exercice le 25 mai 1995 (arrêté préfectoral du 18 mai).
La commune de Marin appartient au canton d'Évian-les-Bains, qui compte selon le redécoupage cantonal de 2014 33 communes. Elle appartenait auparavant au canton de Thonon-les-Bains-Est.
La commune est membre de la communauté de communes Pays d'Évian Vallée d'Abondance.
Marin relève de l'arrondissement de Thonon-les-Bains et de la cinquième circonscription de la Haute-Savoie, dont le député est Marc Francina (UMP) depuis les élections de 2012.

### Liste des maires
| Période                                  | Période                  | Identité           | Étiquette | Qualité     |
| ---------------------------------------- | ------------------------ | ------------------ | --------- | ----------- |
| Les données manquantes sont à compléter. |                          |                    |           |             |
| maire en 1962                            | ?                        | Michel Pariat      | MRP       | Agriculteur |
| 1995                                     | 2001                     | Stéphane Meriguet  |           |             |
| mars 2008                                | mars 2014                | Marie-Claude Nabet |           |             |
| mars 2014                                | En cours (au avril 2014) | Pascal Chessel     |           |             |

### Jumelages
En 2014, aucun jumelage n'existe entre Marin et une autre ville.

### Logotype

Logotype de la commune.

L'illustration est accompagnée de la phrase : « coteau de verdure entre montagne et Dranse ».

## Démographie
Les habitants de la commune sont appelés les Maringons.
L'évolution du nombre d'habitants est connue à travers les recensements de la population effectués dans la commune depuis 1793. Pour les communes de moins de 10 000 habitants, une enquête de recensement portant sur toute la population est réalisée tous les cinq ans, les populations de référence des années intermédiaires étant quant à elles estimées par interpolation ou extrapolation. Pour la commune, le premier recensement exhaustif entrant dans le cadre du nouveau dispositif a été réalisé en 2007.

En 2022, la commune comptait 1 921 habitants, en évolution de +9,27 % par rapport à 2016 (Haute-Savoie : +6,01 %, France hors Mayotte : +2,11 %).
| 1793 | 1800 | 1806 | 1822 | 1838 | 1848 | 1858 | 1861 | 1866 |
| ---- | ---- | ---- | ---- | ---- | ---- | ---- | ---- | ---- |
| 530  | 571  | 565  | 700  | 922  | 920  | 800  | 830  | 737  |

| 1872 | 1876 | 1881 | 1886 | 1891 | 1896 | 1901 | 1906 | 1911 |
| ---- | ---- | ---- | ---- | ---- | ---- | ---- | ---- | ---- |
| 755  | 760  | 810  | 781  | 769  | 743  | 689  | 709  | 639  |

| 1921 | 1926 | 1931 | 1936 | 1946 | 1954 | 1962 | 1968 | 1999  |
| ---- | ---- | ---- | ---- | ---- | ---- | ---- | ---- | ----- |
| 618  | 679  | 675  | 668  | 644  | 732  | 762  | 933  | 1 285 |

| 2006  | 2007  | 2012  | 2017  | 2022  | - | - | - | - |
| ----- | ----- | ----- | ----- | ----- | - | - | - | - |
| 1 450 | 1 474 | 1 666 | 1 789 | 1 921 | - | - | - | - |

## Économie

### Agriculture

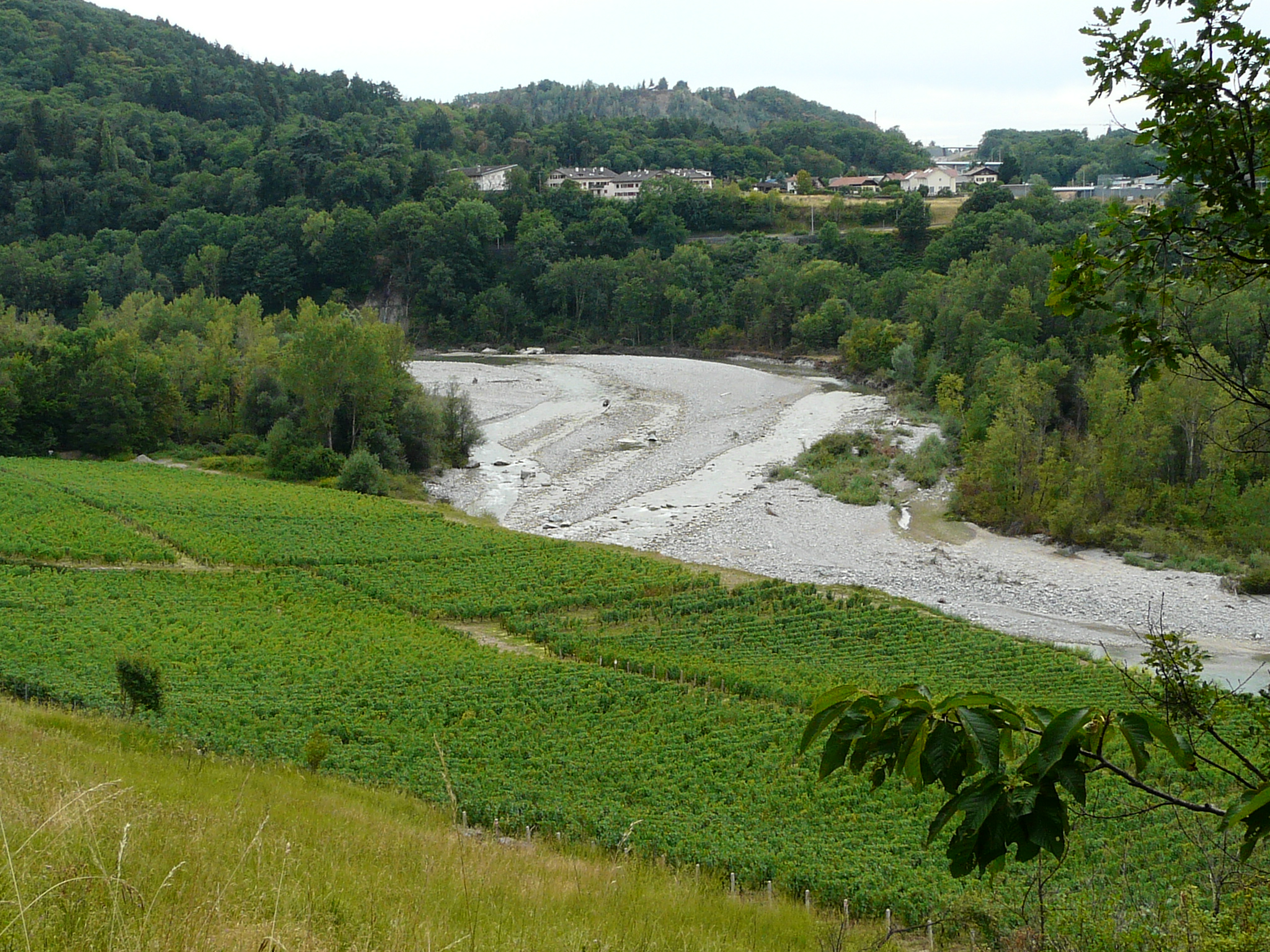
Vignes dominant la Dranse.

Sur son territoire est produit un excellent vin blanc : Le Marin. (voir : Vignoble de Savoie).

### Industrie et tertiaire
- La Z.A.C du Larry accueille sur 5 hectares, une cinquantaine d'entreprises dont la blanchisserie industrielle Dauphiblanc et Élite Sécurité.

## Culture et patrimoine

### Lieux et monuments

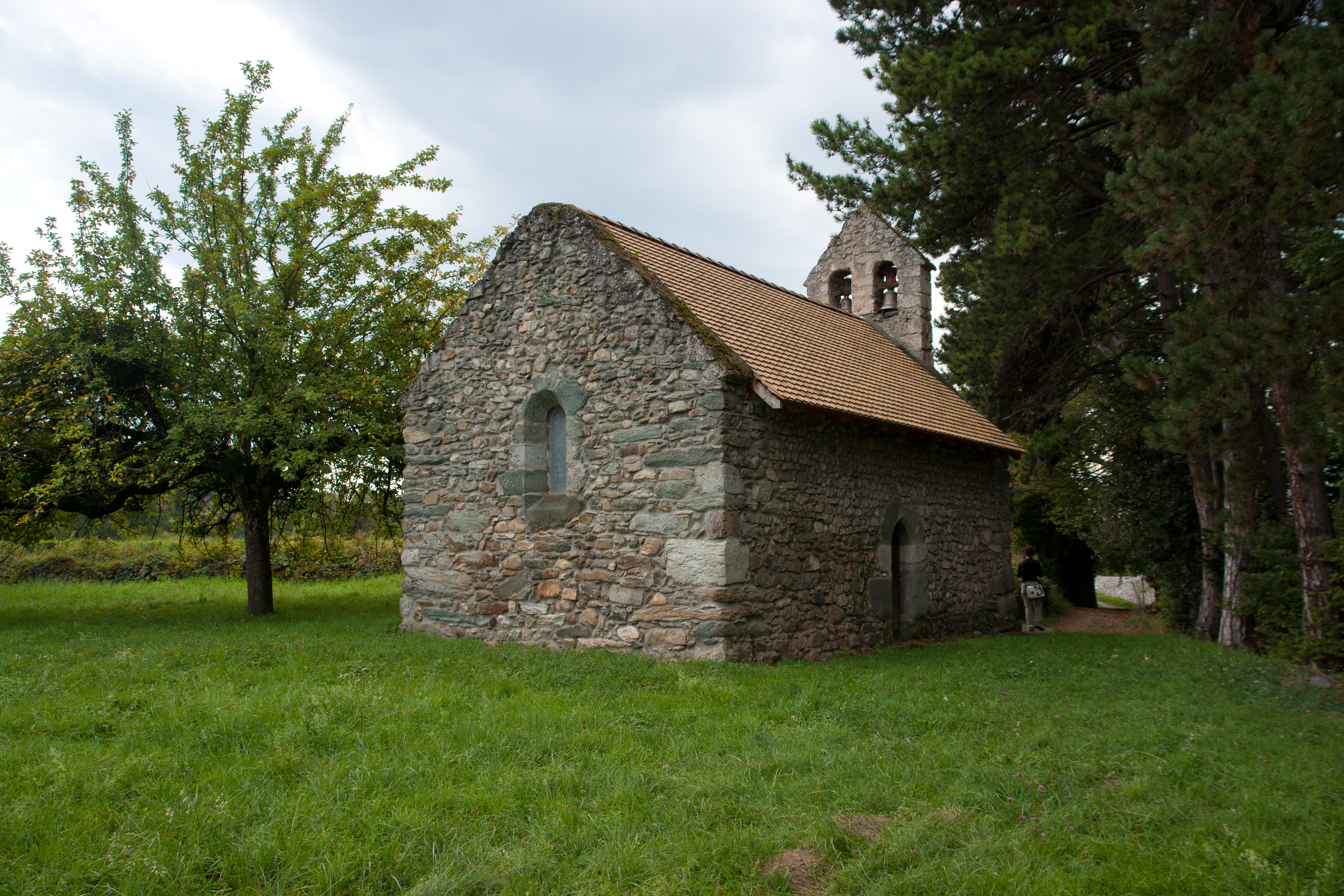
La chapelle Saint-Étienne.

- La chapelle Saint-Étienne de Marin, située sur le territoire de la commune mais propriété de la ville de Publier, est classée monument historique.
- L'église Saint-Jean-Baptiste.
- Le château de La Chapelle-Marin (disparu), dont le nom « provenait, sans doute, du voisinage d'une très ancienne chapelle de Saint-Etienne ». Il y aurait eu deux édifices, un château et une maison forte portant ce nom[20]. Les propriétaires, qui ont acquis ce bien national, ont fait construire une maison sur l'ancien donjon que les Blonay ont transformé à leur tour en château[20].